# John William Lubbock
Pour les articles homonymes, voir John, William et Lubbock.
John William Lubbock (26 mars 1803 – 21 juin 1865), 3e baronnet, est un banquier, mathématicien et astronome britannique.

## Biographie
Lubbock naît à Westminster, fils de John Lubbock, 2e baronnet directeur de la banque Lubbock & Co. Il étudie au collège d'Eton puis au Trinity College de Cambridge jusqu'en 1825. Après ses études il rejoint la banque de son père.
En 1828 il devient membre de la Royal Astronomical Society et en 1829 membre de la Royal Society dont il est deux fois trésorier (1830-1835 et 1838-1845) et trois fois vice-président (1830-1835, 1836-1837 et 1837-1846). Il reçoit la médaille royale pour ses études des marées.
Lubbock est vice-chancelier de l'université de Londres de 1837 à 1842. Lubbock prend la tête de la firme de son père, Lubbock & Co puis se retire en 1840 tout en conservant un droit de regard sur la banque formé par la fusion avec Roberts pour créer Roberts, Lubbock & Co en 1860.
Il se marie avec Harriet Hotham en 1833 et ont onze enfants.